# La corona d'espines
La corona d'espines és una obra teatral en vers o poema dramàtic que es desenvolupa durant l'època medieval, i explora temes com la religió, la política i la cultura de l'època, original de Josep Maria de Sagarra, estrenada al teatre Romea de Barcelona, la vetlla del 17 d'octubre de 1930.

## Fragment de l'obra
"Les idees no moren mai. L'amor, la llibertat, la justícia, el coneixement... tot el que ha aportat alguna cosa a la humanitat roman sempre latent, en espera d'un nou moment per manifestar-se. Només cal tenir la capacitat de descobrir-les, de saber-les recollir i de fer-les créixer. La vida és un camí que ens porta a la veritat, que ens descobreix a nosaltres mateixos i que ens ajuda a entendre el món. I al final del camí, quan ja no ens quedin forces per continuar, allà estaran els nostres somnis, les nostres il·lusions i les nostres esperances per guiar-nos cap al futur."

## Repartiment de l'estrena
- Marta, majordona: Maria Morera.
- Mariagneta: Pepeta Fornés.
- Salvadora del Miracle: Emília Baró.
- Aurora: Elvira Jofre.
- Miquel, senyor de Bellpuig: Antoni Gimbernat.
- Eudald: J. Suñé.
- Rivarol: Bañeras.
- Sebastià: Pere Gener.
- El Senyor del Miracle: Avel·lí Galceran.
- El Senyor de Salelles: J. Soler.
- Boscall, criat: Domènec Aymerich.

## La nova estrena al teatre Romea
La temporada 1994-95, sota la direcció d'Ariel García Valdés, el teatre Romea posava en escena La corona d'espines amb el següent repartiment: Josep Maria Pou, Àngels Poch, Pere Arquillué, Jordi Dauder, Mercè Comes, Joel Joan, Artur Trias i Rosa Gàmiz.